# Coccinia mildbraedii
Coccinia mildbraedii là một loài thực vật có hoa trong họ Cucurbitaceae. Loài này được Gilg ex Harms mô tả khoa học đầu tiên năm 1923.